# Chilicola wygodzinskyi
Chilicola wygodzinskyi là một loài Hymenoptera trong họ Colletidae. Loài này được Michener mô tả khoa học năm 2002.